# Гидроксипрегненолон
Гидроксипрегненолон (17α-гидроксипрегненолон) — стероид, один из промежуточных участников стероидогенеза. Образуется из прегненолона с помощью фермента 17-альфа-гидроксилазы. В свою очередь, преобразуется тем же ферментом в дегидроэпиандростерон, а ферментом 3-бета-гидроксистероиддегидрогеназа — в 17-гидроксипрогестерон.